# Estádio de Pituaçu
Das Estádio de Pituaçu ist ein Fußballstadion in der brasilianischen Stadt Salvador da Bahia. Es bietet Platz für 32.157 Zuschauer und diente dem Verein EC Bahia bis zur Eröffnung der Arena Fonte Nova als Heimstätte.

## Geschichte

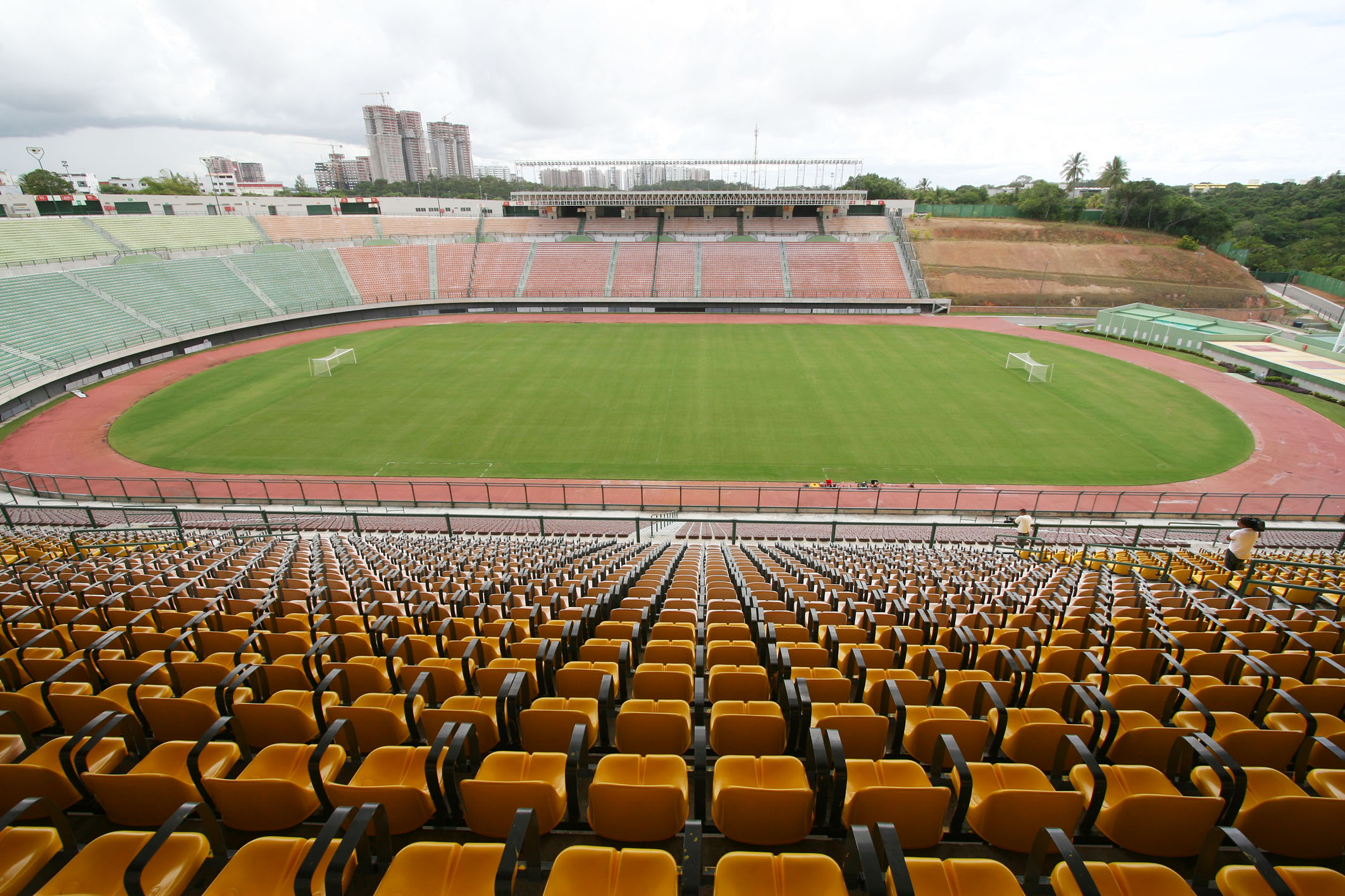
Blick ins Stadion

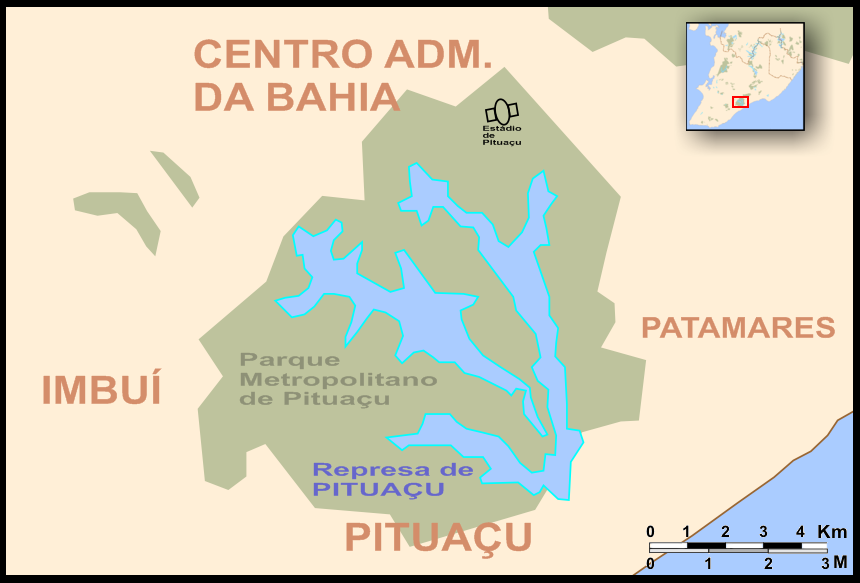
Lage des Stadions

Das Estádio Metropolitano Roberto Santos, allgemein bekannt als Estádio de Pituaçu, wurde im Jahre 1979 in Salvador da Bahia, der Hauptstadt des nordbrasilianischen Bundesstaates Bahia und zugleich drittgrößten Stadt Brasiliens, erbaut und am 11. März des gleichen Jahres eröffnet. Zum ersten Spiel im neuen Stadion trafen sich der ortsansässige Verein EC Bahia und Fluminense de Feira zu einem Freundschaftsspiel. Bei dem Spiel, das mit einem 2:0 für den Gastgeber endete, erzielte Douglas das erste Tor im neuen Stadion. Seitdem trägt EC Bahia die meisten seiner Heimspiele im Estádio de Pituaçu aus. Für Spiele mit größerer Zuschauerzahl wich der Verein in das als Estádio Fonte Nova bekannte Estádio Octávio Mangabeira aus, bis dieses im Jahre 2010 nach einem Teileinsturz mit mehreren Toten abgerissen wurde. Der EC Bahia wurde bis heute einmal brasilianischer Fußballmeister, der Titelgewinn gelang 1988. Zudem gelang 1959 der Gewinn der Taça Brasil, die vor der Einführung der Campeonato Brasileiro de Futebol als Meisterschaft fungierte, wodurch man auch davon sprechen kann, das EC Bahia zweimal Meister wurde. 43-mal wurde außerdem die Staatsmeisterschaft von Bahia gewonnen. Aktuell spielt EC Bahia in der Série A, der höchsten brasilianischen Fußballliga, nachdem in der abgelaufenen Saison (2010) der Aufstieg aus der Série B glückte.
Das Estádio de Pituaçu bietet heute Platz für 32.157 Zuschauer. In absehbarer Zeit ist ein Ausbau des Stadions auf 34.000 Zuschauer geplant. Bereits 2009 wurde die Stadionkapazität vergrößert. Von zuvor nur knapp 20.000 Zuschauerplätzen wurde die Kapazität aufgrund des geplanten Abrisses des Estádio Fonte Nova auf 32.157 Plätze erhöht. Die Rekordkulisse im Stadion wurde erreicht, als am 2. April 1995 EC Vitória im Stadtduell von Salvador da Bahia mit 2:0 gegen den EC Bahia gewann und 18.418 Zuschauer ins Stadion kamen. Im Jahre 2009 fand ein Qualifikationsspiel für die Fußball-Weltmeisterschaft in Südafrika im Estádio de Pituaçu statt. In diesem Spiel besiegte die brasilianische Mannschaft die von Chile mit 4:2.